# 粒子線励起X線分析
粒子線励起X線分析（りゅうしせんれいきエックスせんぶんせき、PIXE、Particle Induced X-ray Emission）とは、物質にイオンビームを照射して発生した特性X線を検出し、元素分析をする手法。
入射イオンとしては、陽子ビームが一般的に用いられる。ビーム径は2μm程度であるが、エネルギーが100eV以下では電界イオン銃を用いることで0.1μmまで絞ることができる。
PIXEのほうが電子線を照射した場合よりも、バックグラウンドとなる連続X線が小さいため、検出感度が高い。

## 外部参照リンク
- 粒子線励起X線分析法 (PIXE) - 応用加速器部門 - 筑波大学